# Globulencyrtus politus
Globulencyrtus politus är en stekelart som först beskrevs av Hoffer 1957.  Globulencyrtus politus ingår i släktet Globulencyrtus och familjen sköldlussteklar. Inga underarter finns listade i Catalogue of Life.